# Sompiomarasto
Sompiomarasto är en kulle i Finland.   Den ligger i den ekonomiska regionen  Fjäll-Lappland  och landskapet Lappland, i den norra delen av landet, 900 km norr om huvudstaden Helsingfors. Toppen på Sompiomarasto är 451 meter över havet.
Terrängen runt Sompiomarasto är huvudsakligen platt.  Trakten runt Sompiomarasto är nära nog obefolkad, med mindre än två invånare per kvadratkilometer. Det finns inga samhällen i närheten. 